# Евразийска степ
Евразийска степ (на руски: Евразийская степь; на английски: Eurasian Steppe), наричана също Степ на степите (на английски: Steppe or The Steppes) и Велика степ (на руски: Великая степь) e обобщено название на степния регион в централната част на Евразия.
Преобладаващ ландшафт – степи и лесостепи, на места – полупустини и пустини. Най-общо включва равнинната територия от унгарската Пуста на запад до устието на р. Сърдаря на юг и езерото Манчжурия на изток.

Евразийската степ се разделя на няколко подрегиона:
- Понтийско-Каспийска степ,
- Дикое поле,
- Руска равнина,
- Барабинска степ,
- Казахска степ,
- Монголо-Манчжурска степ.

Огромният регион е бил владян от Монголската империя.